# Цюрихський гербовник
Цюрихський гербовник (нім. Züricher Wappenrolle) — ілюстрований рукописний сувій, один з найдавніших загальноєвропейських гербовників. Створений близько 1340 року. В гербовнику представлені герби найбільших європейських держав, в тому числі й Королівства Русі-України, а також шляхетські та єпископські герби. Походить з східної Швейцарії. Зберігається в Швейцарському національному музеї в Цюриху.

## Назва
- Цюрихський гербовник
- Цюрихська гербова роля

## Історія

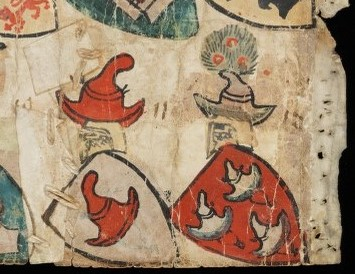
Герби Руського королiвства в «Züricher Wappenrolle / Цюрихському гербовнику» початку ХІV ст.

Цюрихський гербовник є одним з найстаріших, збережених в оригіналі рукописів, що являє собою пергаментний гербовий сувій з трьох рулонів. Взагалі сувій містив чотирьох пергаментних ролі (смужки), кожна шириною 12,5 см та загальною довжиною до чотирьох метрів. Оригінал однієї з чотирьох частин була втрачена. На уцілілих трьох пергаментних ролях в цілому міститься 559 гербів і прапорів 28 європейських католицьких єпархій.
- Перший сувій містить 28 гербів зображених на прапорах (герби єпископів) та 22 герби на щитах, на яких зображені герби майже всіх країн Європи. Два з них з капелюхами пов'язують з гербом Руського (Давньоукраїнського) королівства Тризубом.
- Другий сувій має зображення з обох боків пергаменту й містить на лицьовому боці 140, а на зворотному 146 герба.
- Третій сувій гербовника містить 142 герба.

Особливості створення й авторство Цюрихської гербової ролі невідомі. Збереглись також декілька копій рукопису XVI та XVIII ст. Остання виконана в стилі й по змісту є ближче до оригіналу XIV ст.. Обидві копії містять четверту, зниклу частину з 108 гербами (якої бракує в оригіналі книги).
Багато з гербів Цюрихської ролі за походженням тяжіють до регіону Боденського озера (розташоване у Альпах, на кордоні Німеччини, Швейцарії та Австрії). Місцем створення Цюрихського гербовника вважається район сучасного Швейцарського кантону Санкт-Галлен.
А його назва походить від місця зберігання оригіналу цього рукопису — Цюрихська бібліотека, якій 1750 року подарував книгу її тодішній власник Йоганн Якоб Шойхцер.
«Züricher Wappenrolle» зображує більш-менш вірно державні герби в основному лише тих країн, що розташовані неподалік від місця створення рукопису. Це в основному герби німецькомовних держав — Священної Римської імперії, Каринтії, Австрії, Баварії, Саксонії, Штирії, Бадена, Вюртемберга, Лотарингії, а також Франція, Чехія, Сілезія, Данія та ін.
Усі інші європейські герби, в тому числі Королівства Кастилії та Арагона, Португалії, Навари, Норвегії, Русі-України, Єрусалимського королівства подані в доволі перекрученому вигляді, які далекі від оригіналу.
Автор Цюрихського гербовника могли просто не розпізнати справжнього змісту зображення українського герба Тризуба, який багато чеканився на вітчизняних печатках й монетах того часу, тому зобразили його у вигляді капелюха, який своїми обрисами є подібним до оригіналу.
У низці прапорів європейських єпископів також є присутнім Руський лев. На той час католицька кафедра в Україні (як і столиця Українського Королівства) знаходились у Львові, тому на прапорі зображено Золотий Лев на чорному тлі, який пізніше зустрічається в багатьох європейських гербовниках як герб Королівства Русі-України.
Рукопис належав швейцарському натураліста, досліднику та історику Йоганну Якобу Шойхцеру (1672—1733). В 1750 році його було передано Цюрихській бібліотеці племінником Шойхцеру.

## Герби

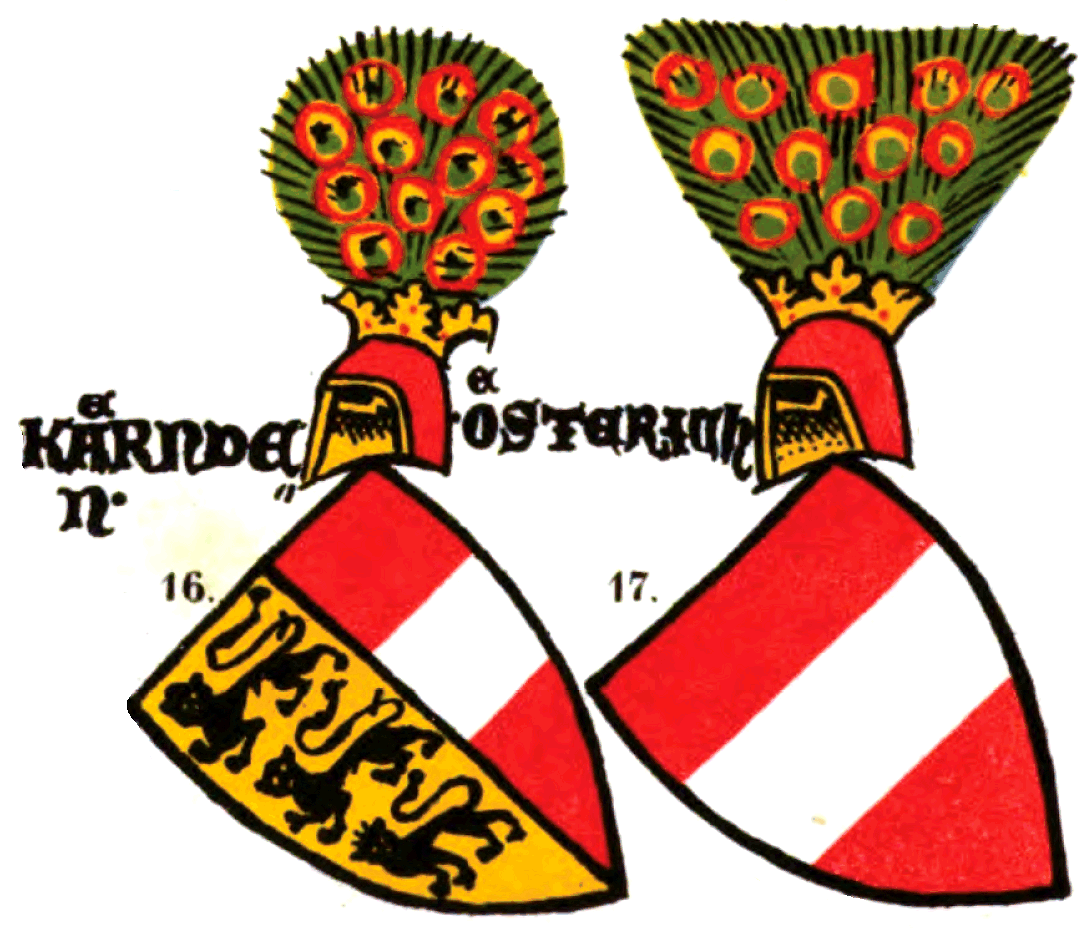
Каринтія й Австрія
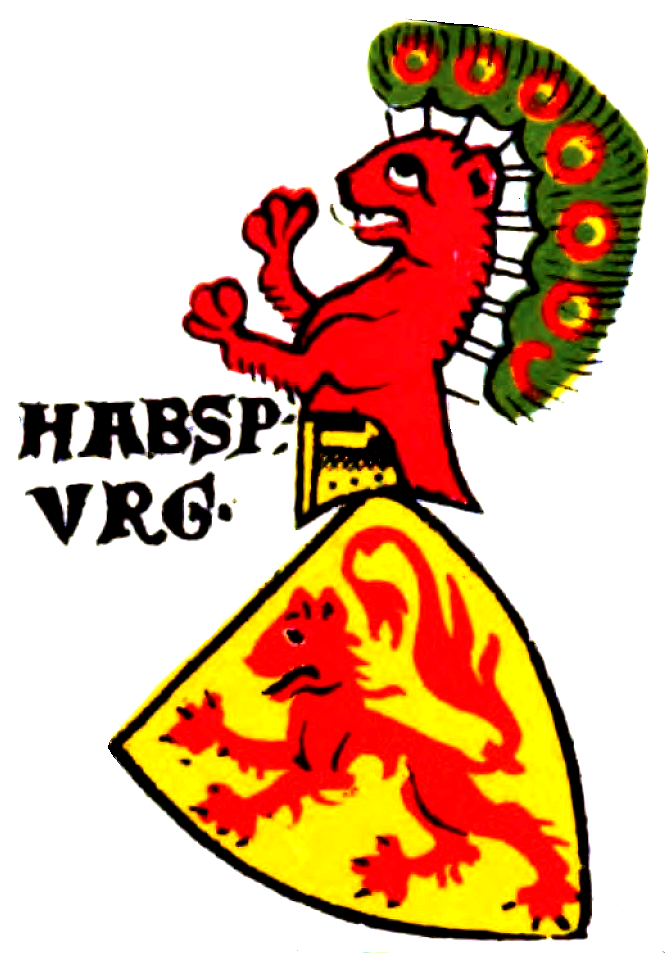
Габсбурги
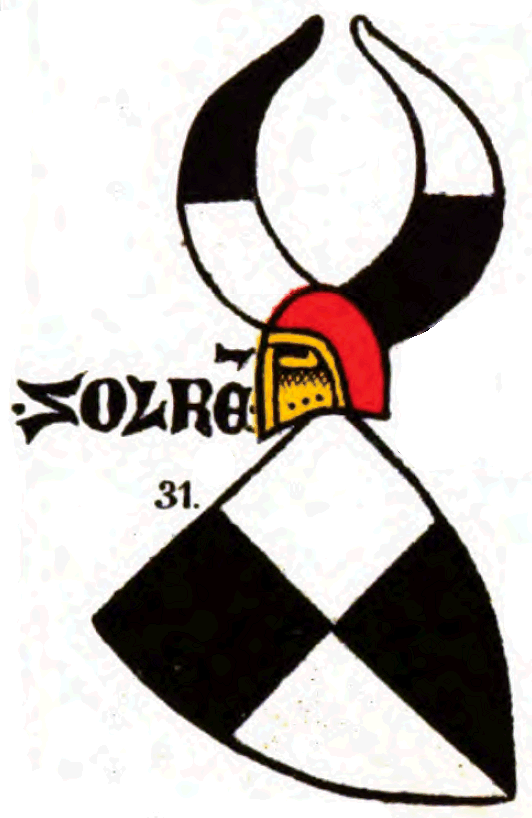
Цоллерни
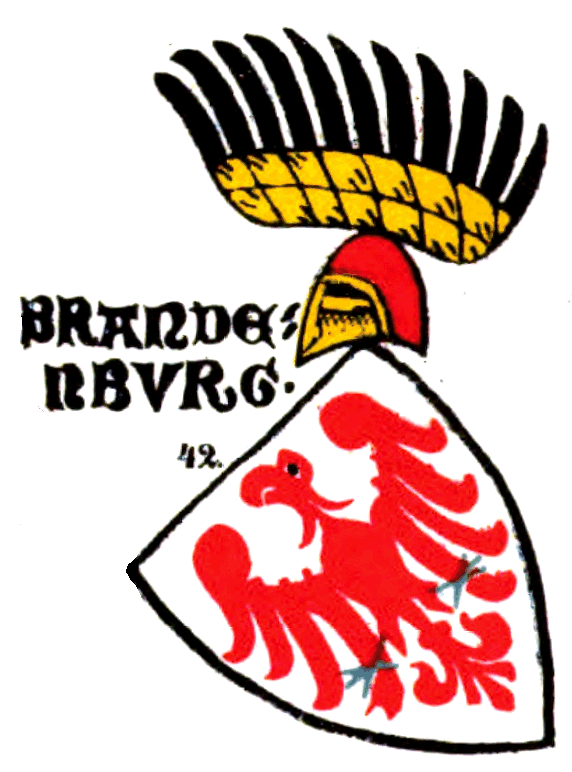
Бранденбург
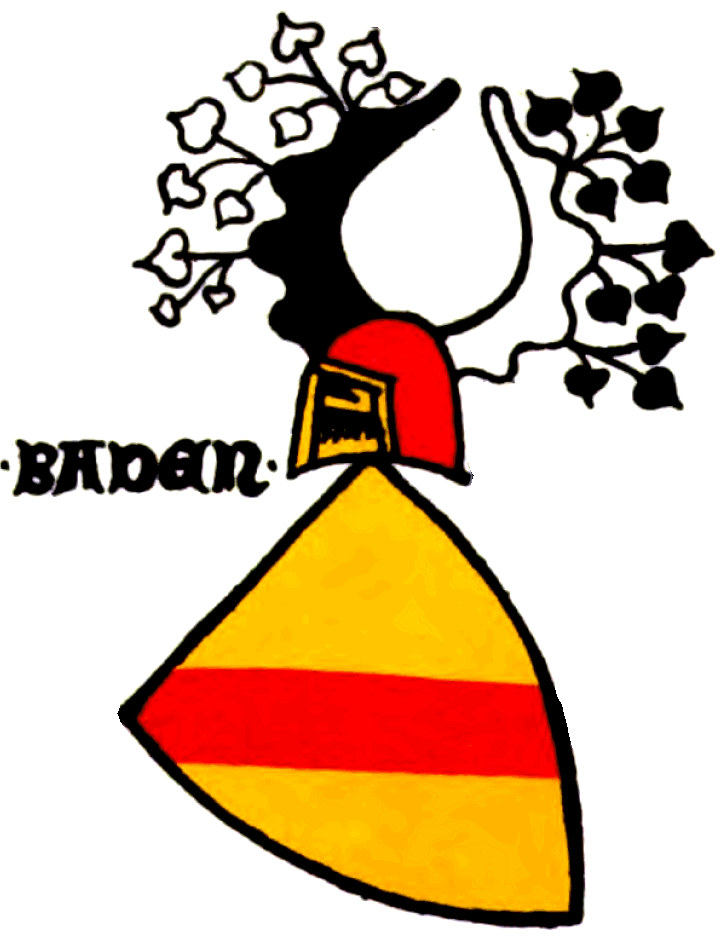
Баден

## Видання
- Die Wappenrolle von Zürich. Ein heraldisches Denkmal des vierzehnten Jahrhunderts in getreuer farbiger Nachbildung des Originals mit den Wappen aus dem Hause zum Loch / ed. Runge, H; Antiquarische Gesellschaft in Zürich. Zürich: Selbstverl. d. Ges., 1860.  [Архівовано 16 вересня 2016 у Wayback Machine.];
- Die Wappenrolle von Zürich: ein heraldisches Denkmal d. 14. Jahrhunderts in getreuer farb. Nachbildung d. Originals mit d. Wappen aus dem Hause zum Loch / ed. Merz, W. Zürich: Füssli, 1930  [Архівовано 15 січня 2020 у Wayback Machine.]
- Le role d'armes de Zurich, Editions du Léopard d'or (Documents d'heraldique medievale, 9). / ed. Michel Popoff. Paris 1986, ISBN 978-286377055-9